# おっぱ乳業
有限会社おっぱ乳業（おっぱにゅうぎょう）は沖縄県今帰仁村に本社を置く牛乳・乳製品メーカー。社名の由来は本社所在地の近くにある乙羽岳（おっぱだけ・標高275m）にちなむ。
製造する製品のパッケージには、大きな乳房をあらわにした牛が描かれていることから「おっぱい牛乳」と勘違いされることが多いが、この牛は「牛には乳房が4つあるんだよ」ということを知らせる意味がある。
現在、おっぱ乳業では乳牛を飼っておらず、今帰仁村の酪農家から牛乳を買い付けて乳製品を製造・販売している。それでも1日の牛乳製造数は大パックにしてわずか約600パック程度しかないため、沖縄でも製品を発売している店は少ない。しかし、その奇抜な名前と素朴な風味からファンが多い。

## 沿革
栃木県那須高原で酪農を営んでいた創業者が、栃木では生産調整で原乳が廃棄処分となる一方で、沖縄では牛乳が不足しているという話を聞き沖縄に移住、1982年に那須から牛を運んで酪農を始めたのが起源である。しかし1993年、消費の低迷から沖縄でも生産調整に直面し、乳処理業に進出した。当初は酪農と兼業していたが、後に製造専業に転じ、さらにヨーグルトやアイスクリームなどの加工品にも事業を広げている。
- 1980年10月 - 栃木県那須高原で酪農を営んでいた現経営者一家が沖縄県今帰仁村乙羽岳のふもとに移住し酪農をはじめる。
- 1994年 - 牛乳の余剰在庫などの問題から牛を手放し、牛乳の製造加工販売の専業となる。「おっぱ牛乳」が第10回やんばるの産業まつりの推奨品に選ばれる。
- 1994年6月 - おっぱ乳業を創業する。
- 2004年11月 - アイスクリームの詰め合わせ「おきなわンじぇらーと」のネット通販をはじめる。

## 主な商品
- おっぱ牛乳

殺菌処理は通常の高温殺菌や低温殺菌の規格に当てはまらない独自の殺菌時間（82℃～85℃で14分間）を採用している
- おっぱのカフェオレ
- おっぱヨーグルト

甘みは沖縄特産の黒糖で味付けられている
- おっぱのアイスクリーム
- おきなわンじぇらーと
- おっぱのソフトクリームミックス（業務用）